# سن پدرو سولا
سن پدرو سولا (به اسپانیایی: San Pedro Sula) یک شهر در هندوراس است که در استان کورتس واقع شده‌است.

## خصوصیات
سن پدرو سولا ۸۴۰ کیلومترمربع مساحت و ۱٬۰۷۳٬۸۲۴ نفر جمعیت دارد و ۸۳ متر بالاتر از سطح دریا واقع شده‌است.

## خواهرخوانده
شهرهای دویسبورگ و سان خوزه (کاستاریکا) خواهرخوانده‌های سن پدرو سولا هستند.